# Ernesto Cianciolo
Ernesto Cianciolo (Messina, 6 november 1856, aldaar, 29 mei 1905) was een advocaat, politicus en ondernemer in Messina, een stad op Sicilië in het koninkrijk Italië.
Baron Cianciolo was meerdere jaren burgemeester van Messina alsook lid van de Kamer van Afgevaardigden of Camera dei Deputati in Rome (1890-1900).

## Levensloop
Cianciolo was een zoon van baron en barones Domenico en Enrichetta Cianciolo-Stagno d’Alcontres; zijn moeder stamde uit een eeuwenoude adellijke familie die verwant was met de prinsen van Montesalso. Cianciolo studeerde rechten aan de universiteit van Messina, waarna hij advocaat werd. Hij combineerde dit met een baan bij de Banca di Sicilia, een bank waarin hij aandeelhouder was. Hij richtte samen met anderen de investeringsmaatschappij La Messinese op; deze maatschappij legde zich toe op de aanleg van de stoomtram in Messina. Ciancolo werd voorzitter van deze maatschappij via zijn private aandelen doch ook via de aandelen van de Banca di Sicilia, de bank waarin hij intussen meerderheidsaandeelhouder was.
Hij zat ook in de raad van bestuur van L'Eolia, società privilegiata per l’estrazione della pietra pomice, een onderneming die puimsteen delfde in de vulkanische ondergrond van Sicilië.
Begin de jaren 1880 werd Cianciolo burgemeester van Messina. Enkele jaren later ageerde een groep van ondernemers-bankiers die onafhankelijk van Cianciolo wilden besturen. Cianciolo zocht nog bondgenoten bij de klerikale partij en de liberalen doch moest in 1885 aftreden. Hij keerde nadien terug als burgemeester van Messina na een volgende verkiezing; de verkiezingen verliepen destijds via het cijnskiesrecht, dit wil zeggen dat enkel inwoners die voldoende belastingen betaalden, mochten stemmen. 
In 1887 brak een bankencrisis uit in Sicilië. Burgemeester Ciancolo zag zijn maatschappij La Messinese bankroet gaan. Hij zocht hulp in Brussel bij de Generale Maatschappij van België. Deze was in 1888 bereid om een krediet te verlenen voor de tramlijnen in Messina.
In 1889 brak een politieke crisis uit op het stadhuis van Messina. Italië wijzigde de kieswet zodat meer mensen kiezer werden, namelijk inwoners die minder belastingen betaalden dan de bestaande kiezers. Voor Messina zouden er negenhonderd nieuwe kiezers bijkomen. Onder hen meerdere arbeiders. Burgemeester Cianciolo weigerde al deze personen toe te laten tot de kiezerslijsten. De oppositie kloeg de illegale situatie aan, en na veel moeite voerde Cianciolo de wet uit.
Van 1890 tot 1900 was burgemeester Cianciolo parlementslid in Rome in de Camera dei Deputati. Hij zetelde in de parlementaire commissie overheidsfinanciën. In 1900 verloor Cianciolo de verkiezingen van de socialist Noè.
Hij overleed in 1905 in zijn geboortestad Messina.